# Relações entre Rússia e Suíça
As relações entre Rússia e Suíça são as relações exteriores diplomáticas entre a Federação Russa e a Comunidade Helvética. A Suíça abriu um consulado em São Petersburgo em 1816, atualizando-o para uma legação 90 anos mais tarde. Os dois países romperam relações diplomáticas em 1923, quando a Rússia estava passando por um período de agitação revolucionária - e elas não foram retomadas até 1946. A Rússia tem uma embaixada em Berna e um Consulado-Geral em Genebra. A Suíça tem uma embaixada em Moscou e desde 2006, um Consulado-Geral em São Petersburgo.

## História

### Rússia Imperial e na Suíça

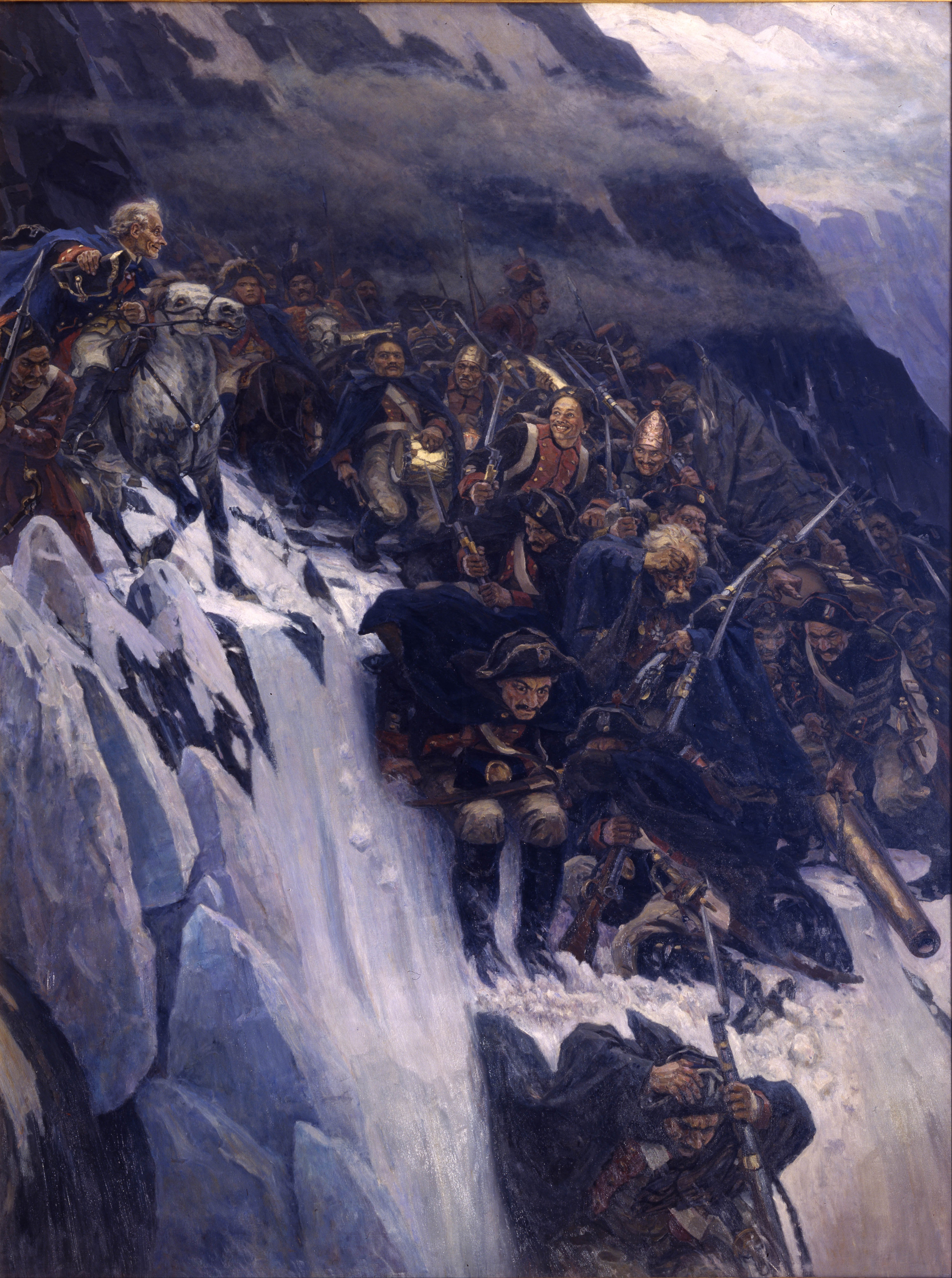
O exército de Suvorov atravessa os Alpes suíços (1799)

Contatos de alguma conseqüência entre a Suíça e os russos começaram tão cedo quanto o século XVII, quando um de vinte anos de idade soldado suíço François (Franz) Lefort veio a Moscou em 1675 para servir a dinastia Romanov, e logo alcançou uma posição de destaque . Embora Czar Pedro I foi coroado ainda criança (1682), era a irmã de Peter Sophia, e mais tarde sua mãe Nataliya Naryshkina, e seus parentes boiardos, que estavam em execução no país há mais de uma década depois - deixando o jovem Peter com bastante tempo a sonhar com a forma de mudar o seu país quando ele tem poder real. Lefort passou a ser uma das pessoas que influenciaram grandemente visão de mundo do jovem Czar, e, uma vez Peter tornou-se totalmente no comando do país, o soldado suíço tornou-se um de seus principais conselheiros e tornou-se altamente influente durante os primeiros anos de modernização de Pedro campanha.
Mesmo que Lefort morreu bem cedo no reinado de Pedro (1699), muito poucos outros soldados suíços, aventureiros, educadores e estudiosos fizeram uma contribuição na história do Império Russo. O arquiteto suíço-italiana Domenico Trezzini era o gerente geral da construção de São Petersburgo até 1712, e é creditado com a criação de petrino barroco, característica da arquitetura do início daquela cidade. O matemático Leonhard Euler e cinco membros da família Bernoulli se tornaram membros da Petersburg Academy of Science Santo. Um século depois de Lefort, Frédéric-César de La Harpe foi influente na educação do futuro czar Alexandre I.
A primeira aparição em grande escala de russos na Suíça data dos primeiros anos das Guerras Napoleônicas, quando o exército de Suvorov percorreu a Suíça e norte da Itália em 1799-1800. Enquanto os resultados destas campanhas foram inconclusivos, eles ganharam Suvorov o posto de generalíssimo, e tornou-se (em particular, o retiro sobre Panix Pass) um tópico favorito para pintores russos.
Para retribuir, cerca de 8.000 homens suíços se juntou o exército de Napoleão que invadiu a Rússia em 1812. Apenas algumas centenas sobreviveu a campanha desastrosa. O heroísmo dos suíços no Berezina é imortalizado no Beresinalied.

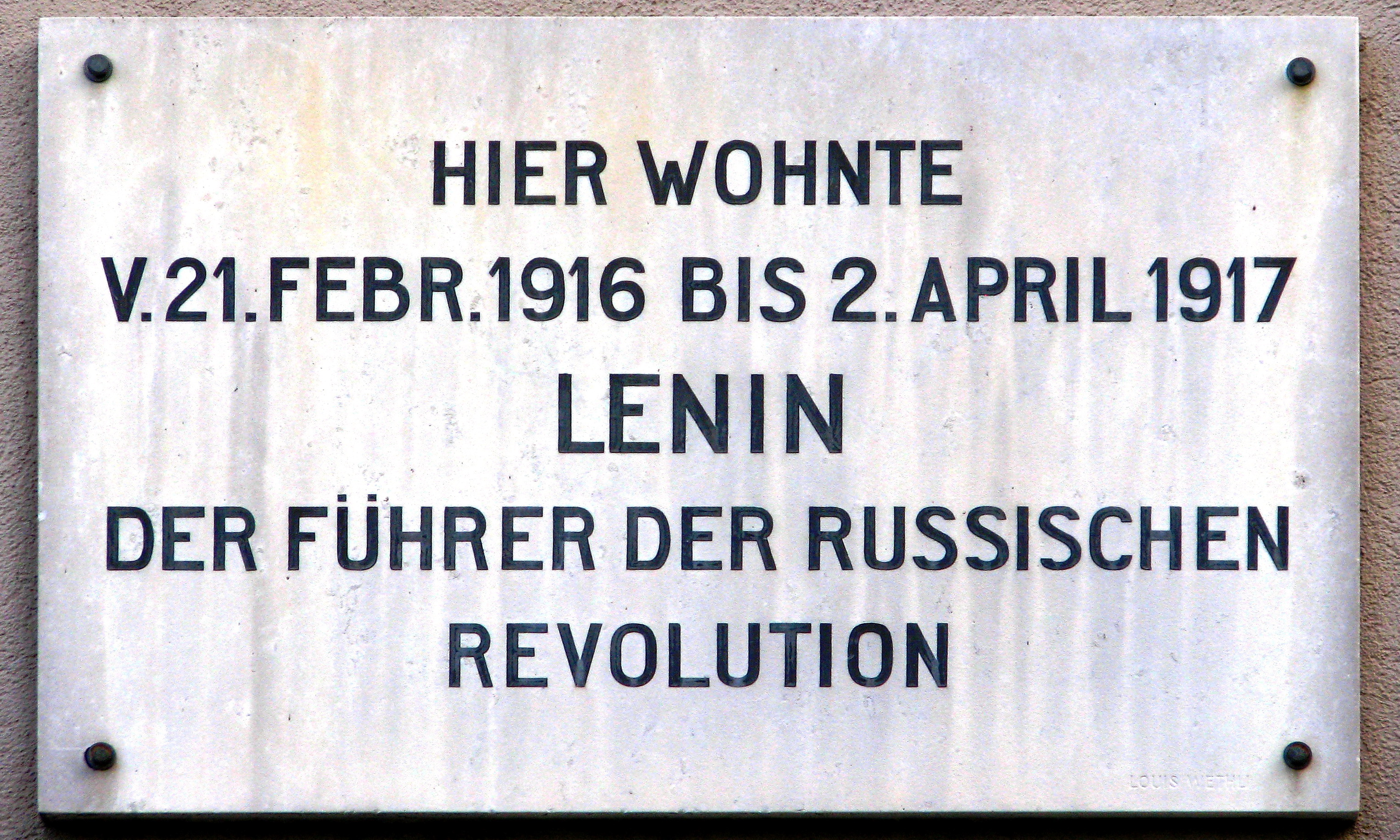
Estadia de Lenin em comemorada em Zurique

No século XIX a Suíça tornou-se um refúgio popular com emigrantes russos anti-czaristas, devido à sua cultura de liberdade, à ausência de uma relação particularmente estreita entre o governo republicano suíço e o da Rússia Imperial, e em certas ocasiões, à sua neutralidade. A lista de exilados russos que encontrou abrigo na Suíça vai de Alexander Herzen, que se tornou cidadão suíço [1], em 1851, para Vladimir Lenin, que ficou na Suíça durante a Primeira Guerra Mundial, e só foi capaz de deixar o país em 1917, graças ao famoso "trem selado".
As mesmas razões, bem como uma maior igualdade de gênero na academia, fez do país um polo atrativo para estudantes russos, tanto do sexo masculino, como e talvez ainda mais do sexo feminino. O número de estudantes russos na Suíça atingiu o pico em 1906-1907, logo após a derrota da Revolução Russa em 1905, quando 36% de todos os estudantes universitários na Suíça eram russos (2322 de um total de 6444). Não só a maioria de todos os estudantes estrangeiros matriculados em universidades suíças nesse ano (havia 3784 ) tinha vindo da Rússia, mas, ainda mais interessante, mais de dois terços destes estudantes russos (1507 de 2322) eram do sexo feminino na maior parte por causa de a qualificação russo educacional para a população judaica.

## Rússia moderna e Suíça
Após a dissolução da União Soviética, o número de visitantes russos e migrantes para a Europa Ocidental aumentou significativamente, em comparação com o período soviético. No entanto, para a maioria deles a Suíça permaneceu pouco de um país no caminho para os destinos mais procurados no Mediterrâneo.
A tranquilidade se transformou em tragédia em 1 de julho de 2002, quando o voo charter aBashkirian colidiu sobre a Alemanha com um avião de carga da DHL, antes de entrar no espaço aéreo suíço. Todas as 71 pessoas a bordo das duas aeronaves morreram na colisão. Tendo perdido toda a sua família, Vitaly Kaloyev matou o controlador de tráfego aéreo, Peter Nielsen, a quem considerava responsável pelo acidente.